# Suturuokha
Suturuokha (rus i iacut: Сутуруоха) és un poble de la República de Sakhà, a Rússia, que en el cens del 2010 tenia 428 habitants. Es troba dins el cercle polar àrtic.